# Marie Brand und das Erbe der Olga Lenau
Marie Brand und das Erbe der Olga Lenau ist die vierzehnte Episode der Krimiserie Marie Brand. Der Fernsehfilm mit Mariele Millowitsch als Kriminalhauptkommissarin Marie Brand und Hinnerk Schönemann als Kriminalhauptkommissar Jürgen Simmel wurde am 21. Januar 2015 erstmals im ZDF ausgestrahlt.

## Handlung
Hannah Lenau, eine junge Künstlerin, stellt auf ihrer ersten Vernissage großformatige Collagen aus. Sie verarbeitet darin die Hausbesetzerszene der 1970er und 1980er Jahre, zu der einst ihre Mutter Olga gehörte und von der sie auch einen Großteil der Fotos dazu erhalten hatte. Während sie auf das Eintreffen ihrer Mutter wartet, stürzt diese allerdings aus dem Fenster ihrer Altbauwohnung. Marie Brand und Jürgen Simmel sollen den Fall übernehmen und Marie findet schnell heraus, dass die Frau gestoßen wurde und nicht freiwillig den Tod gesucht hat. Sie wohnte wie vor vierzig Jahren noch immer in einer WG und war auch noch politisch aktiv. Laut ihres Testaments soll die Wohnung, die Olga gehörte, nach ihrem Tod in eine Stiftung übergehen und als WG mit stets vier Personen erhalten bleiben. Simmel verdächtigt Harald Wecker, eines der WG-Mitglieder, da das Verhältnis der vier untereinander in letzter Zeit nicht sehr harmonisch war. Brand findet indes fremde Fingerabdrücke an einem Glas, was auf einen unbekannten Besucher schließen lässt. Schnell können sie die Spuren dem Bauunternehmer Bernd Lüttke zuordnen, mit dem sich das Opfer in letzter Zeit massiv auseinandergesetzt hatte. Er bestreitet, Olga etwas angetan zu haben, und Brand hält ihn für glaubwürdig.
Unerwartet wird in Hannah Lenaus Atelier eingebrochen und alle Reserve-Fotos ihrer Ausstellung sind danach verschwunden. Glücklicherweise hat sie aber alle digital in einer Cloud gespeichert, sodass sie nicht ganz verloren sind. Marie Brand versucht, über die Fotos eine Spur zu dem Mörder zu finden. Doch ehe sie irgendeinen Hinweis entdecken kann, wird der Kleinkriminelle Nils Schmadtke erschossen aufgefunden. Alle Zeichen deuten darauf, dass er in das Atelier eingebrochen ist und nun von seinem Auftraggeber zum Schweigen gebracht wurde.
Marie Brand stößt bei ihren Ermittlungen auf den Todesfall eines Polizisten, der vor dreißig Jahren bei einer Hausbesetzung, die Olga organisiert hatte, ums Leben kam. Daher geht sie zusammen mit Simmel dieser Spur nach, die zu dem ehemaligen Polizeipräsidenten Artus Matthiesen führt. Die Ermittler finden heraus, dass Matthiesen Ermittlungsunterlagen manipuliert hatte. Ganz offensichtlich wollte er seinen unehelichen Sohn schützen, bei dem es sich, wie sich im Zuge der Ermittlungen herausstellt, um Harald Wecker handelt. Er hatte seinerzeit im Handgemenge den tödlichen Schuss auf den Polizisten abgegeben und Matthiesen wollte das vertuschen. Dass ihn nun nach so vielen Jahren die Problematik wieder einholen könnte, hatte er nicht gedacht. Er gibt zu, dass Olga ihm Karten hatte zukommen lassen, damit er sich die Ausstellung ansieht. Als er die Fotos mit den Szenen der damaligen Hausbesetzung sah, sei er umgehend zu Olga gefahren. Sie wollte ihn erpressen, so wie sie es schon einige Male getan hatte, und er wollte, dass damit nun endlich einmal Schluss ist. Den Mord an dem Einbrecher gibt er ebenfalls zu und wird daraufhin festgenommen.

## Hintergrund
Die Folge wurde von der Eyeworks Germany GmbH, Köln, produziert und in Köln und Umgebung gedreht. In Italien soll der Film unter dem Titel Marie Brand e l'amore che non perdona ausgestrahlt werden.

## Rezeption

### Einschaltquoten
Der Fernsehfilm Marie Brand und das Erbe der Olga Lenau erreichte bei seiner Erstausstrahlung im ZDF am 21. Januar 2015 durchschnittlich 6,43 Millionen Zuschauer, was 20,2 Prozent des Marktanteils in Deutschland entspricht.

### Kritiken
Volker Bergmeister urteilt bei tittelbach.tv: „Schauspielerisch weiß neben den beiden Kommissaren insbesondere Peter Davor zu überzeugen. Der gibt – wie so oft – einen Gefallenen und Gezeichneten des Lebens. Den hat er gut drauf, wenngleich diese Typen-Psychologie schon ein wenig abgenutzt erscheint. Das gilt auch für den Krimi-Plot von ‚Marie Brand und das Erbe der Olga Lenau‘. Und so ist dieser 14. Fall der Kölner unterm Strich nicht mehr als nette, kurzweilige Krimiunterhaltung. Das ZDF weiß offenbar, weshalb Marie Brand am Mittwoch (lief auch schon donnerstags) ermittelt, für einen Samstagskrimi reicht die Qualität nicht ganz.“
Die Kritiker der Fernsehzeitschrift TV Spielfilm geben den Daumen nach oben für viel Spannung und Humor und meinen zu diesem neuen Marie-Brand-Film: „Brand und Simmel, die hier zeitweise zusammenwohnen, amüsieren mit trockenen Dialogen über WG-Tauglichkeit. Fazit: Marie und Jürgen: eine nette Ermittler-WG.“
Sidney Schering  bei Quotenmeter.de kommt zu dem Urteil: „Die Sprüche sitzen, auch in den weniger pointierten, gemeinsamen Szenen stimmt die Chemie zwischen den Mimen sowie ihren Figuren – daher nimmt auch die etwas konstruierte Spurensuche stellenweise amüsante Formen an. Dennoch holt der grundsolide inszenierte Film nicht das volle Potential aus Brand und Simmel heraus. Andererseits: Die Erlebnisse der ungleichen Ermittler wurden auch bereits träger und belangloser dargeboten als hier. Für Freunde der Reihe ist ‚Marie Brand und das Erbe der Olga Lenau‘ also ganz adäquate Krimiunterhaltung. Novizen wiederum hätten schon bessere Ausgaben treffen können.“
Bei der Osnabrücker Zeitung urteilt Tom Heise: „Marie Brand und ihr Partner Jürgen Simmel sind ein starkes Team, die ihnen offerierten Fälle überzeugen hingegen weniger. […]  Auch wenn sich der Krimi einem politisch links orientierten Personal widmet, bleibt er unpolitisch. Und leider auch ein wenig langatmig. Schade, denn die Reihe hätte das Potenzial zum ganz großen Wurf. Vielleicht beim nächsten Mal.“